# För tapperhet i tält

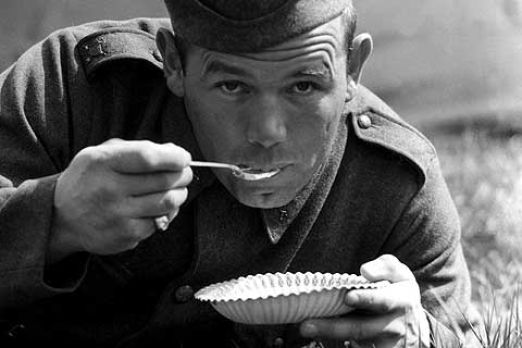
Ingemar Johansson äter ärtsoppa i filmen. Johansson spelar malaj och ger tillsammans med de andra på kompaniet sina befäl gråa hår.

För tapperhet i tält är en svensk film från 1965 i regi av Arne Stivell. Titeln anspelar på För tapperhet i fält, en svensk krigsdekoration.

## Handling
För tapperhet i tält är en typisk militärfars utan någon riktig handling; filmen baseras på sång och sketchinslag. Flera av dåtidens kändisar medverkar utklädda i uniformer, bland andra boxaren Ingemar Johansson, sångaren Rolf Björling, allsångsledaren Egon Kjerrman och racerföraren Joakim Bonnier. Popgruppen Sten & Stanley och revyartisten Laila Westersund bidrar med musikinslag.

## Om filmen
Filmen producerades av AB Filmcenter och distribuerades av Pallas Film AB. Den spelades in våren 1965 efter ett manus av Bertil Lagerström, interiört i MAE-ateljéerna i Nacka och exteriört på Djurgården och Gröna Lund. Den fotades av Karl-Erik Alberts och klipptes av Ragnar Engström. Musiken komponerades av Steve-Kerman. Premiären ägde rum den 23 augusti 1965 på biograferna Saga i Alingsås, Folkan i Borås och Rio i Malmö. Den hade Stockholmspremiär den 1 november 1965.

## Rollista (urval)
- Egon Kjerrman: Fanjunkaren
- Rolf Bengtsson: Kapten Zidensvanz
- Putte Kock: Översten
- Gösta Krantz: Majoren
- Laila Westersund: Bylitta, majorens dotter
- Git Gay: Brita
- Ingemar Johansson: Ingemar, malaj
- Rolf Björling: Rolf, malaj
- Carl-Axel Elfving: 33:an, malaj